# Обсерваторія Арчетрі
Астрофізична обсерваторія Арчетрі (італ. Osservatorio Astrofisico di Arcetri) — астрофізична обсерваторія, розташована в горбистій місцевості Арчетрі на околиці Флоренції, Італія. Входить до складу Національного інституту астрофізики (INAF). Розташована неподалік від Вілли Джоєлло, резиденції Галілео Галілея з 1631 по 1642 рік.
В обсерваторії працює близько ста осіб. Дослідницька діяльність охоплює більшість галузей сучасної астрофізики, від дослідження Сонячної системи до галактик. Також в обсерваторії діють експериментальні групи, які розробляють технології створення передової апаратури для спострежень у видимому, інфрачервоному діапазонах та радіохвилях.

## Історія
Першою астрономічною обсерваторією у Флоренції була Спекола, приєднана до Королівського музею фізики та природної історії Флоренції, побудована наприкінці XVIII століття за вказівкою великого герцога Петра Леопольда Лотарингського. З часом флорентійські астрономи зрозуміли, що будівля Спеколи не забезпечує оптимальних умов для спостережень через громадське освітлення, яке вже починало з'являтись у ті часи. З цих причин Джованні Баттіста Донаті, директор з 1859 року, працював над тим, щоб збудувати нову обсерваторію.

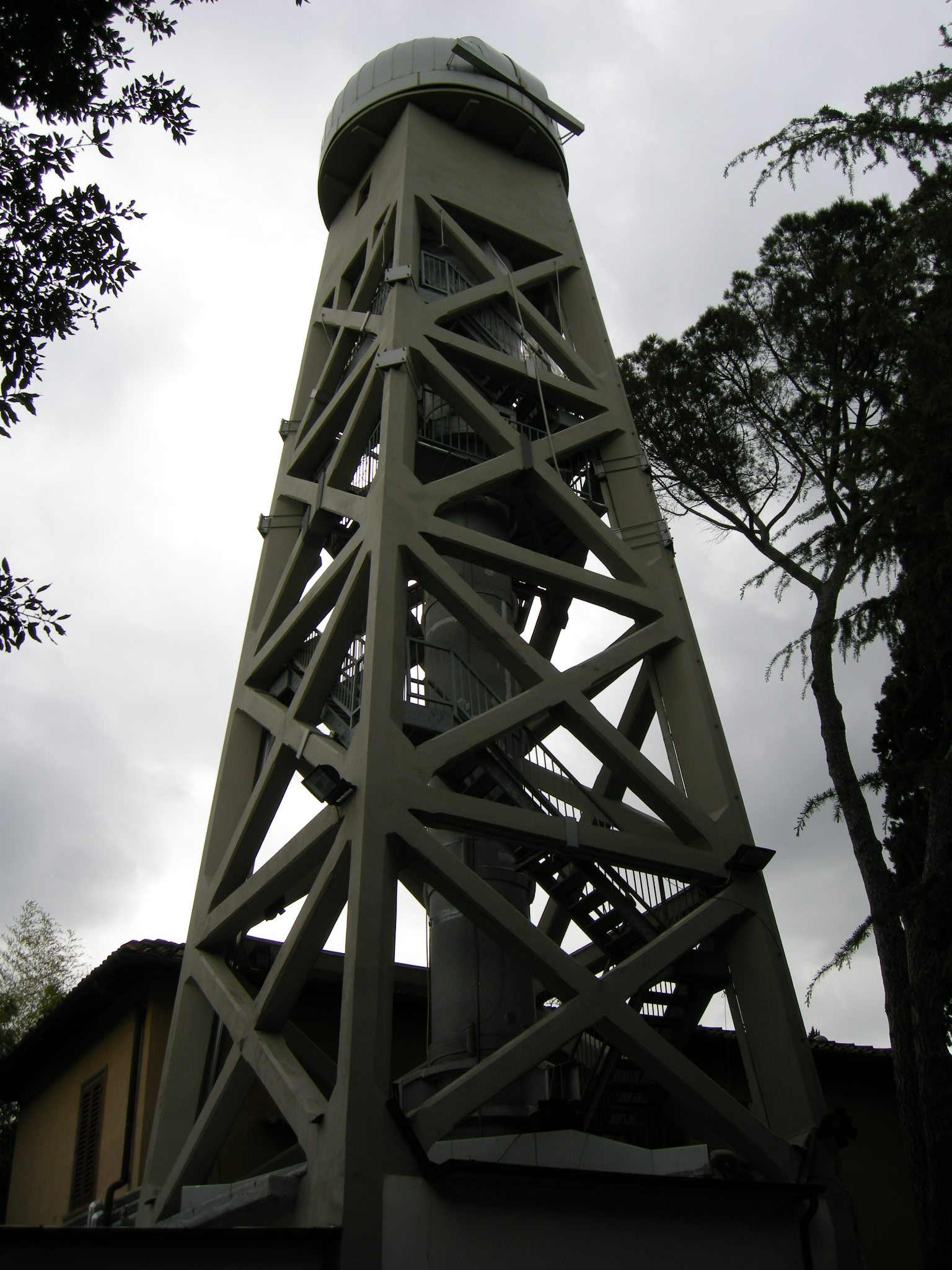
Сонячна вежа

Нова астрономічна обсерваторія, призначена для розміщення телескопа Амічі, найбільшого рефрактора в Італії, була урочисто відкрита 27 жовтня 1872 року на пагорбі Арчетрі. Розташування, окрім кращих умов для спостережень, мало також глибоке символічне значення, враховуючи, що неподалік від обсерваторії знаходиться Вілла Джоєлло, остання домівка Галілео Галілея.
Після смерті Донаті посада директора надовго залишилася вакантною, а обсерваторію було довірено німецькому астроному Вільгельму Темпелю. Астронома зробив малюнки туманностей, які принесли йому нагороду Академії дей-Лінчеї в 1879 році. Ці малюнки все ще зберігаються в Арчетрі.
Після смерті Темпеля (1889) будівлю було перебудовано, і в 1894 році був призначений новий директор, падуанський астроном Антоніо Абетті, який залишався на посаді до своєї смерті в 1921 році. Його наступником став його син Джорджо Абетті, який керував будівництвом сонячної вежі Арчетрі, однієї з перших у Європі. Вежа була урочисто відкрита 22 червня 1925 року і майже безперервно використовувалася до 1972 року. У 1921 році астрономічна обсерваторія Флоренції змінила назву і стала «астрофізичною».
Починаючи з 1930-х років, обсерваторія сильно розвинула свою наукову діяльність, особливо в галузі фізики Сонця: в цей період в обсерваторії навчалися або працювали Аттіліо Колачевич, Гульєльмо Рігіні, Маріо Джироламо Фракасторо та Маргеріта Ак.
Наступником Абетті став Гульєльмо Рігіні, який з 1953 і до своєї смерті в 1978 році переважно займався вивченням нових методів дослідження сонячної корони, зокрема впровадженням радіоастрономії, технології якої Рігіні вивчав у Кембриджі. У 1969 році радіотелескоп обсерваторії був, зокрема, використаний для прослуховування голосів астронавтів Аполлона-11 з поверхні Місяця.
У 1978 році обсерваторію очолив Франко Пачіні, вже відомий своїми дослідженнями пульсарів. У цей період обсерваторія сильно розвинулась в галузі зореутворення і фізики галактик. Цьому, зокрема, сприяли будівництво інфрачервоного телескопа Ґорнерґрат в Альпах та Великого бінокулярного телескопа в Арізоні. У 2001 році керівництво перейшло до Марко Сальваті, а згодом до Франческо Палла (2005-2011), Філіппо Маннуччі (2011-2017) і Софії Рандіч (з 2018).
Існував план побудови великого музею астрономії («Місто Галілея»), який мав стати найбільшим у своєму роді в Європі та включити в себе Віллу Джоєлло, Віллу Галліна та Торре-дель-Галло, однак використання останніх як житлових одиниць зупинило проєкт.

## Інструменти

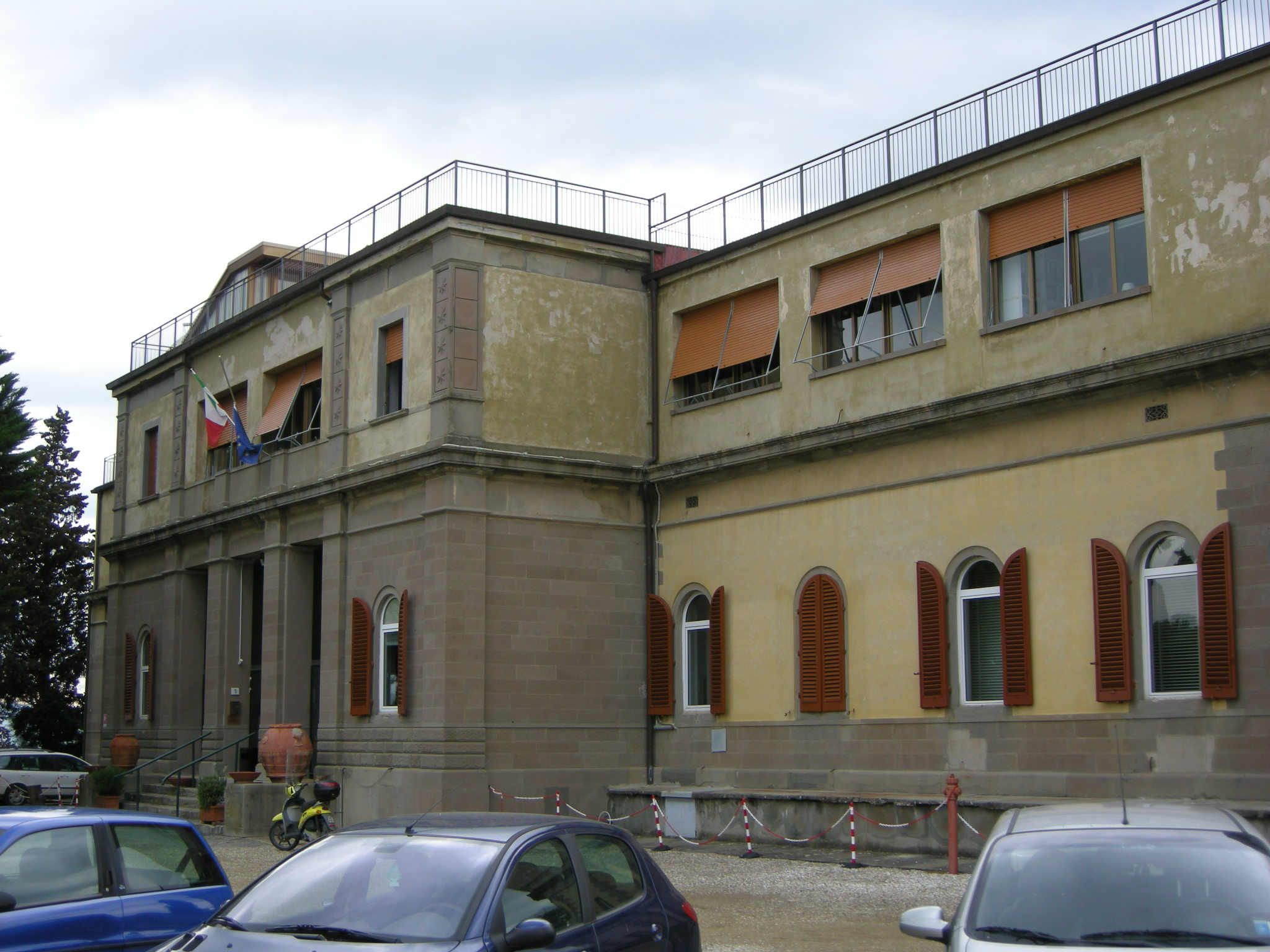
Головний корпус обсерваторії

Обсерваторія активно бере участь у таких проектах приладобудування:
- Телескоп ММТ 6,5 м
- Телескопи LBT 2x 8,4 м
- 3,5-метровий телескоп Telescopio Nazionale Galileo
- Адаптивне вторинне дзеркало телескопа VLT
- 1,5-метровий інфрачервоний телескоп Gornergrat (TIRGO)

## Дослідницька діяльність
Обсерваторія проводить дослідження в різних галузях астрофізики, зокрема з фізики Сонця, вивчення сонячної системи, екзопланет, астробіології, утворення зір і планетних систем, формування та еволюції галактик, вивчення Чумацького Шляху, позагалактична астрономії, космології, астрофізики високих енергій.
В обсерваторії також працює кілька експериментальних груп, які займаються розробкою нових астрономічних інструментів у видимій, інфрачервоній та радіочастотній ділянках спектру. Дослідники Арчетрі співпрацюють з великими міжнародними дослідницькими інститутами, зокрема з Європейською південною обсерваторією і Європейським космічним агентством.
В обсерваторії проходять лекції Флорентійського університету й різноманітні заходи з популяризації астрономії.